# David Estuardo, duque de Rothesay
David Estuardo (24 de octubre de 1378 - 26 de marzo de 1402) fue príncipe heredero al trono de Escocia. Recibió este nombre por su tío David II de Escocia. También tuvo los títulos de I duque de Rothesay, conde de Atholl y conde de Carrick. David nunca llegó a ser rey, y tampoco dejó herederos a su muerte. 

## Vida
David Estuardo, hijo mayor del rey Roberto III de Escocia y la reina Anabella Drummond, nació el 24 de octubre de 1378. En 1399, a los 21 años, fue nombrado «teniente» del reino, en parte debido a la mala salud de su padre en una época de disturbios civiles y conflictos con Inglaterra. Aunque este puesto le daba la oportunidad de mostrar sus dotes políticas, en realidad tuvo poco margen de maniobra, limitado por su inexperiencia y por la funesta rivalidad con su tío Roberto Estuardo, duque de Albany, que había sido protector del reino antes de su nombramiento. Albany fue un despiadado político con una fuerte base de poder y una bien fundamentada aspiración al trono. El matrimonio de David también provocó su ruptura con George Dunbar, conde de March, cuya hija Elizabeth había sido prometida del príncipe. Se sabe que David intervino en la política del reino, participando, por ejemplo, con Juan de Gante en las negociaciones de paz en los Borders.
David tuvo a su mejor aliado en su madre, la reina, que se esforzó en fortalecer la posición de su hijo, organizando el gran torneo de 1398 en Edimburgo, en el que David fue armado caballero. También se encontraba presente, junto con el rey, cuando David fue nombrado duque de Rothesay  ese mismo año, en una ceremonia oficiada por el arzobispo de Saint Andrews. En 1401, tanto la reina como el arzobispo habían fallecido, y el rey parecía tener poca influencia en la vida pública.

## Muerte
A finales de febrero de 1402, durante un viaje oficial a Saint Andrews, David fue arrestado en las inmediaciones de Strathtyrum, en una emboscada organizada por el duque de Albany con la complicidad del conde de Douglas (el suegro de David, predecesor de este duque, había muerto dos años antes) El pretexto para detener a David fue que su tenencia había expirado. En principio se le mantuvo prisionero en el castillo de St. Andrews, antes de su traslado al palacio de Falkland, residencia de Albany en Fife, traslado que según el historiador Walter Bower, hizo encapuchado y sentado de espaldas en una mula. David murió poco tiempo después de su llegada a Falkland, presuntamente de inanición. Unas semanas más tarde, en mayo de 1402, una investigación pública sobre las circunstancias de la muerte de David exoneró a Albany de toda culpa.
Cuatro años después, en 1406, el hermano menor de David, Jacobo Estuardo, sucedió a Roberto III como rey de Escocia. Jacobo no pudo ser coronado en ese momento porque estaba cautivo en Inglaterra, y Albany aseguró su posición como gobernante de facto.